# Jasmine Crockett
Jasmine Felicia Crockett, född 29 mars 1981 i Saint Louis i Missouri, är en amerikansk politiker (demokrat). Hon är ledamot av USA:s representanthus sedan 2023.
I mellanårsvalet i USA 2022 besegrade Crockett republikanen James Rodgers och tre övriga kandidater.